# Federico Assler
Federico Assler Brown (Santiago de Chile, 24 de abril de 1929) es un escultor chileno y ganador del Premio Nacional de Artes Plásticas en 2009.

## Biografía
En 1954 ingresa en la Escuela de Arquitectura de la Universidad Católica de Valparaíso, donde permanece dos años; posteriormente ingresará en la Escuela de Bellas Artes de Viña del Mar. Sus primeros trabajos estarían ligados a la pintura, pero su interés por representar el volumen lo llevará a la escultura. Junto a Raúl Valdivieso, Sergio Mallol y Sergio Castillo Mandiola entre otros, integró la llamada Generación del Cincuenta, grupo de escultores caracterizado por la experimentación con nuevas técnicas y materiales. También formó parte del Grupo Rectángulo.
Entre 1964 y 1968 fue Secretario ejecutivo del Museo de Arte Contemporáneo de la Universidad de Chile, asumiendo luego el cargo de Director.
En 1971 impartió clases de escultura en la Escuela de Artes de la Universidad Católica y al año siguiente, de paisajismo, en la Escuela de Artes Aplicadas de la Universidad de Chile.
En 1973 viaja a España, donde reside diez años; en ese momento comienza a desarrollar la escultura en espacios públicos con obras emplazadas en Tenerife, Islas Canarias. Tras regresar a Chile, se convierte en miembro de la Organización de Escultores en 1989. La agrupación se transformaría en 1995 en la Sociedad de Escultores de Chile, siendo designado Assler como su director.
El 24 de agosto de 2009 es galardonado con el Premio Nacional de Artes Plásticas de Chile.
Ha sido también galardonado con el Premio Altazor de las Artes Nacionales en tres ocasiones; 2004, 2005 y 2010.

## Obra

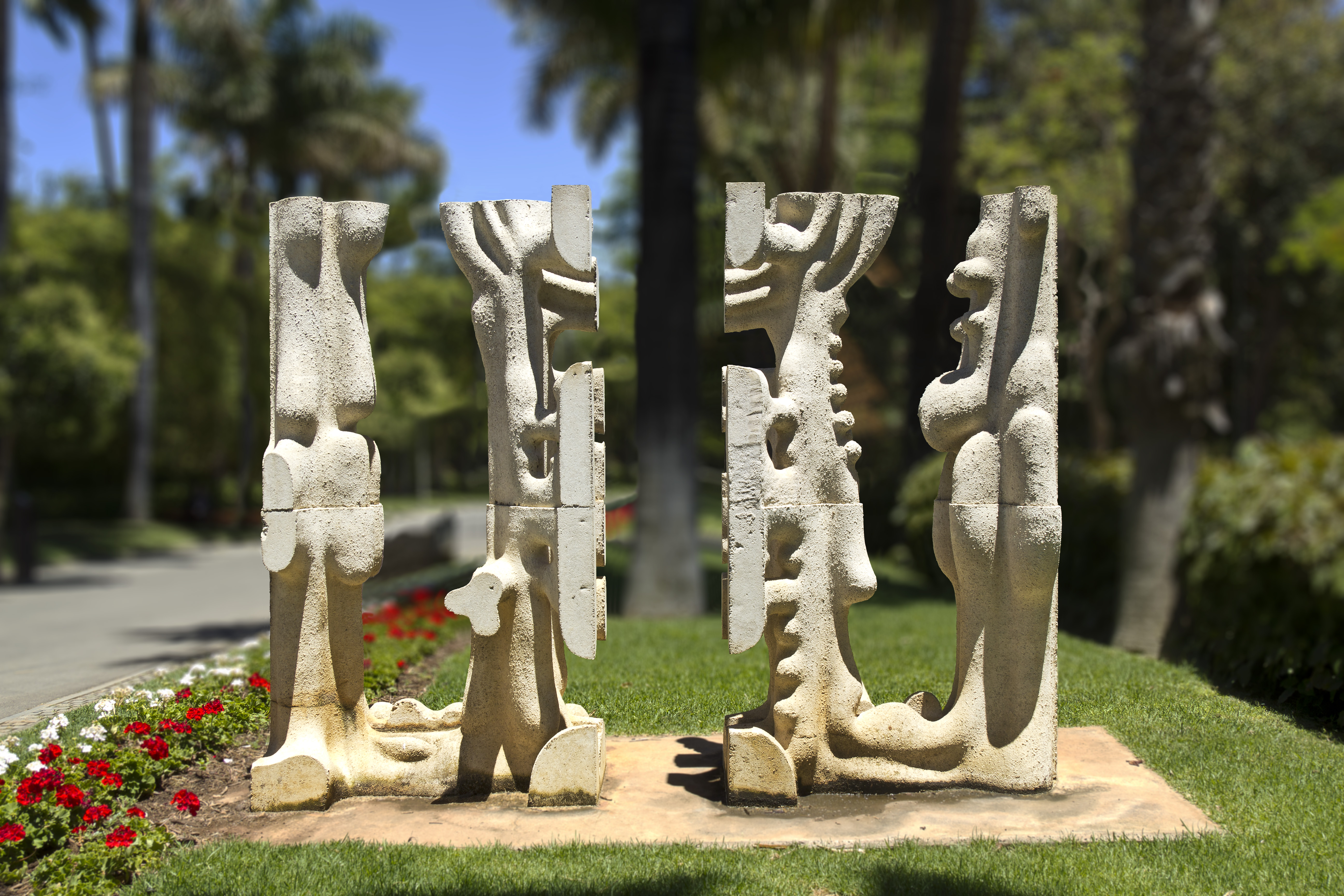
Obra con la que participó en la I Exposición Internacional de Escultura en la Calle de Santa Cruz de Tenerife.

En sus primeras piezas realiza plantillas recortadas en tablones de madera conglomerada, que repetidas con ampliaciones graduales y pegadas formaban volúmenes de textura escalonada con diferentes formas. No obstante, su interés porque las esculturas se relacionaran con el ser humano y la naturaleza en exteriores lo llevó a utilizar hormigón en sus obras; este material, de mayor resistencia, predomina en su trayectoria artística. Para ello realiza moldes de poliestireno expandido, denominado como «plumavit» o «aislapol» en Chile, en los que posteriormente vuelca la mezcla de hormigón.
Su obra está inspirada fundamentalmente en la figura humana, y en la columna como señal de la presencia del hombre. De apariencia totémica, frecuentemente nacen del suelo, sin pedestal, como una manifestación de la tierra.
Assler se denomina a sí mismo como un constructor, no así como un escultor.

## Homenaje
En 2013 dentro de las dependencias del Centro Cultural Gabriela Mistral, se reinaguró un espacio que estuvo bloqueado por cerca de 40 años y a modo de homenaje para el escultor, el sitio fue nombrado como la Plaza Assler, en donde los visitantes pueden contemplar un conjunto escultórico del artista.
De la misma forma, muchas obras del escultor se integran de manera perpetua con la arquitectura, el entorno urbano y el paisaje, es por ello que se pueden encontrar las esculturas de Assler en diversos rincones de Chile y también del extranjero.

## Galería

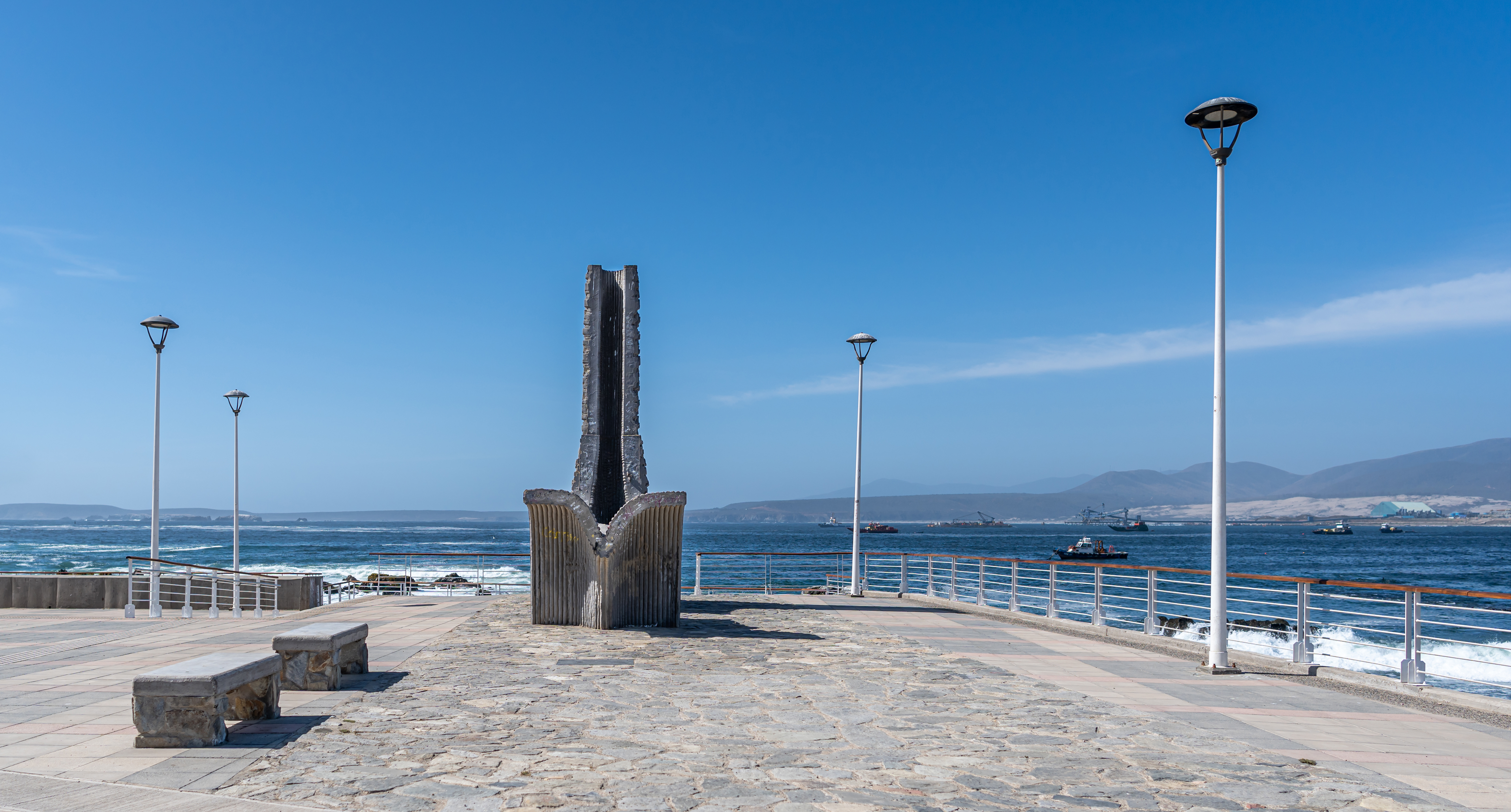
Escultura en Los Vilos, Chile
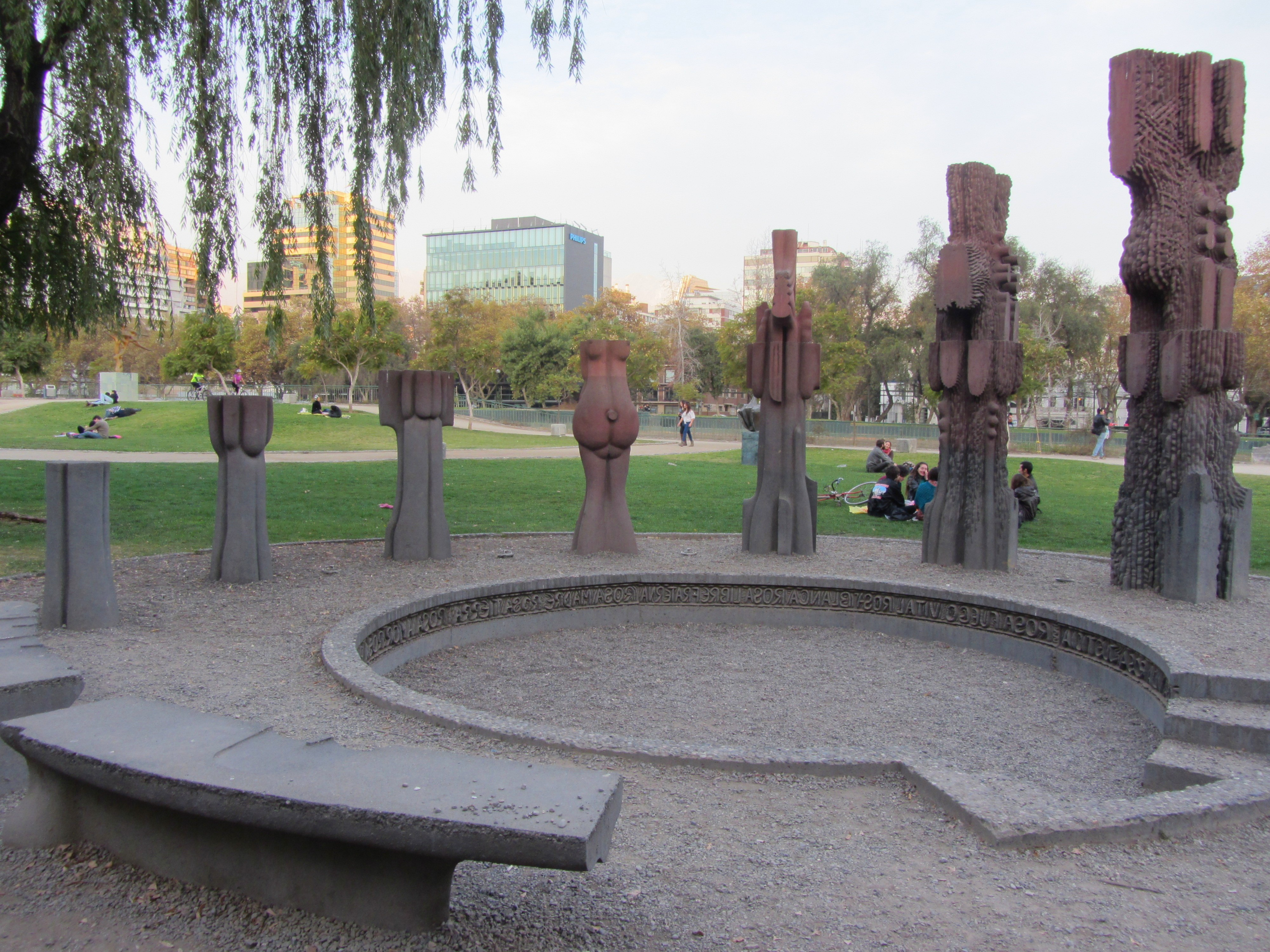
Conjunto escultórico en Parque de las Esculturas
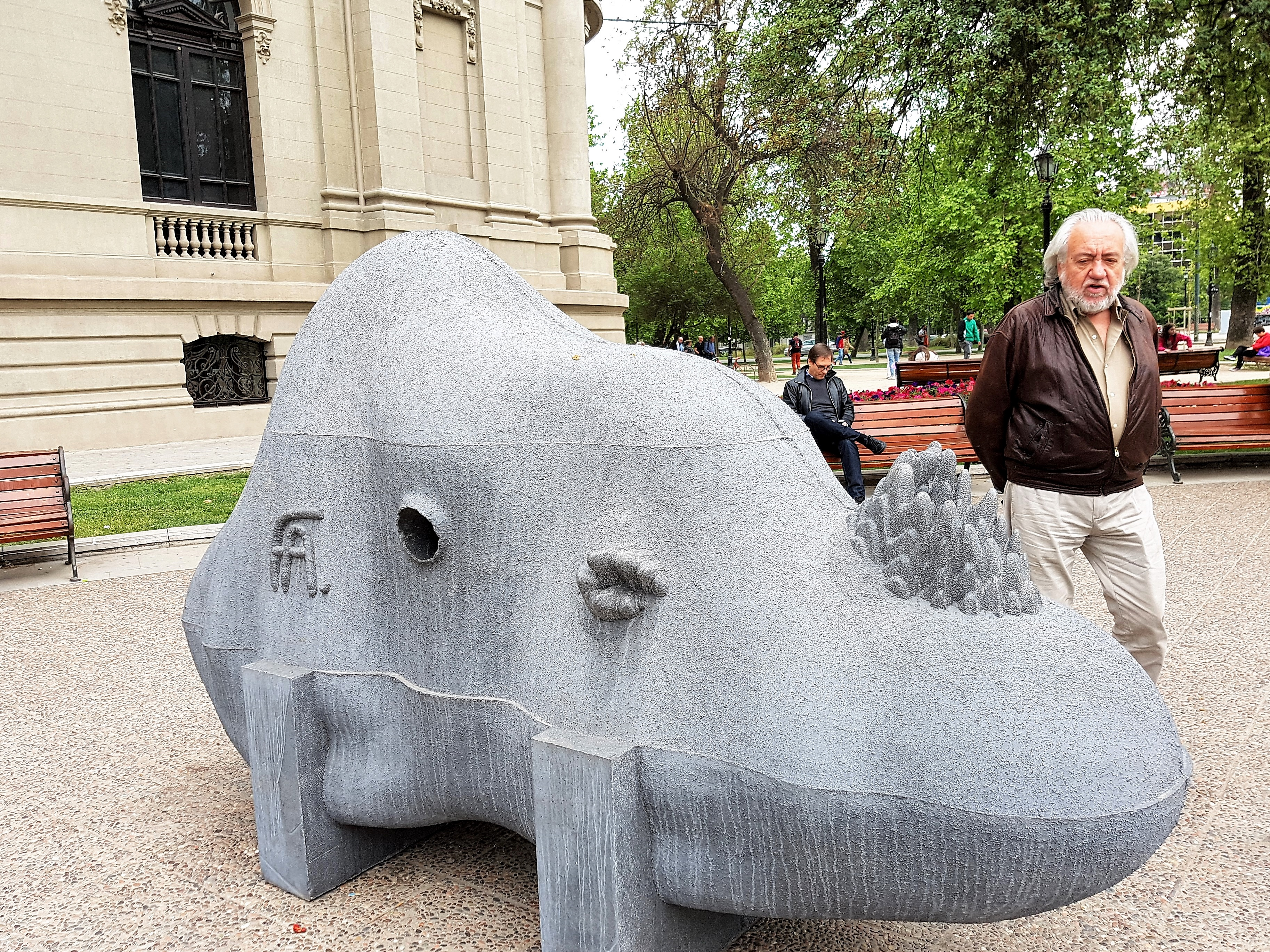
Patata en Museo Nacional de Bellas Artes (Chile)
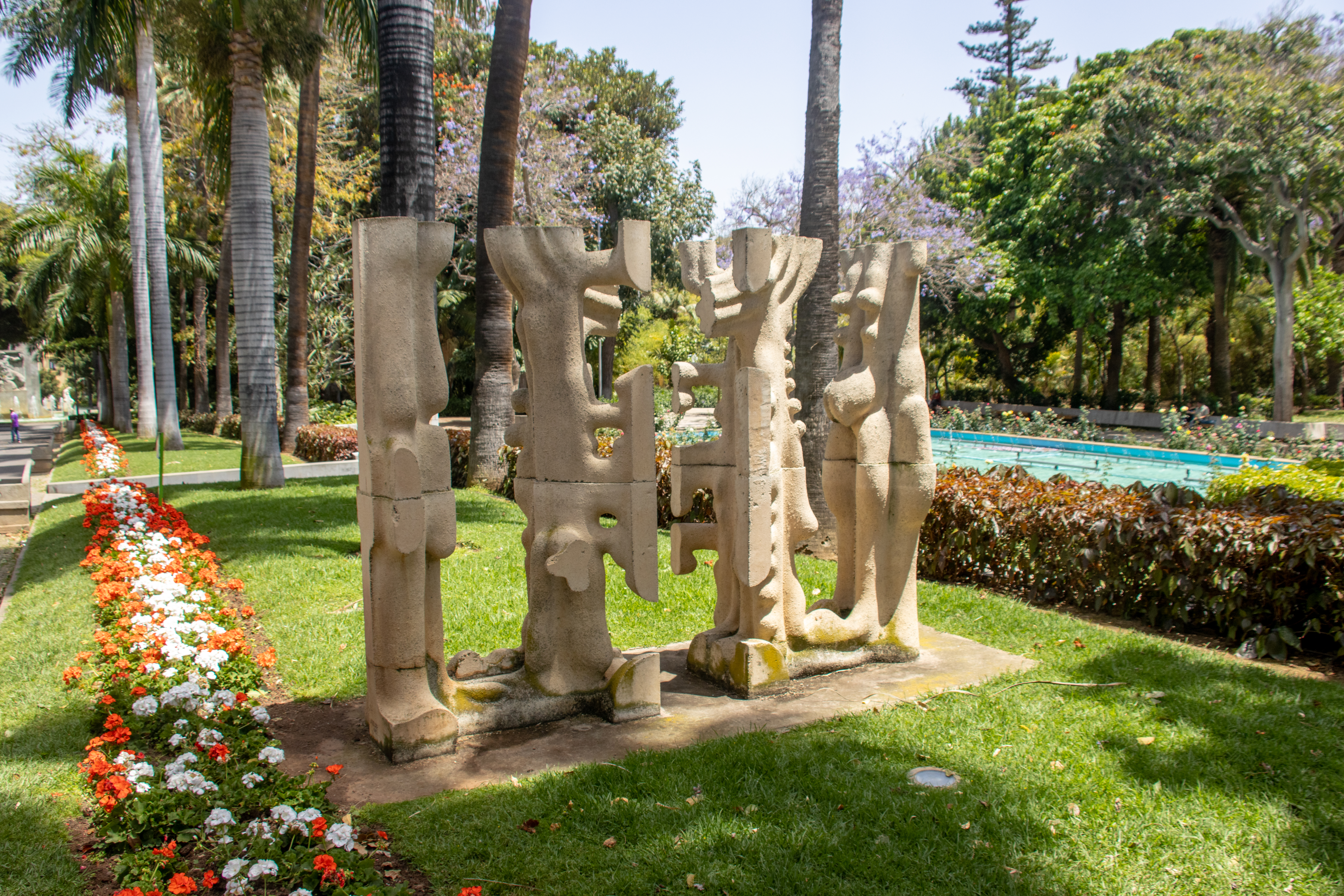
Escultura en I Exposición Internacional de Escultura en la Calle, España
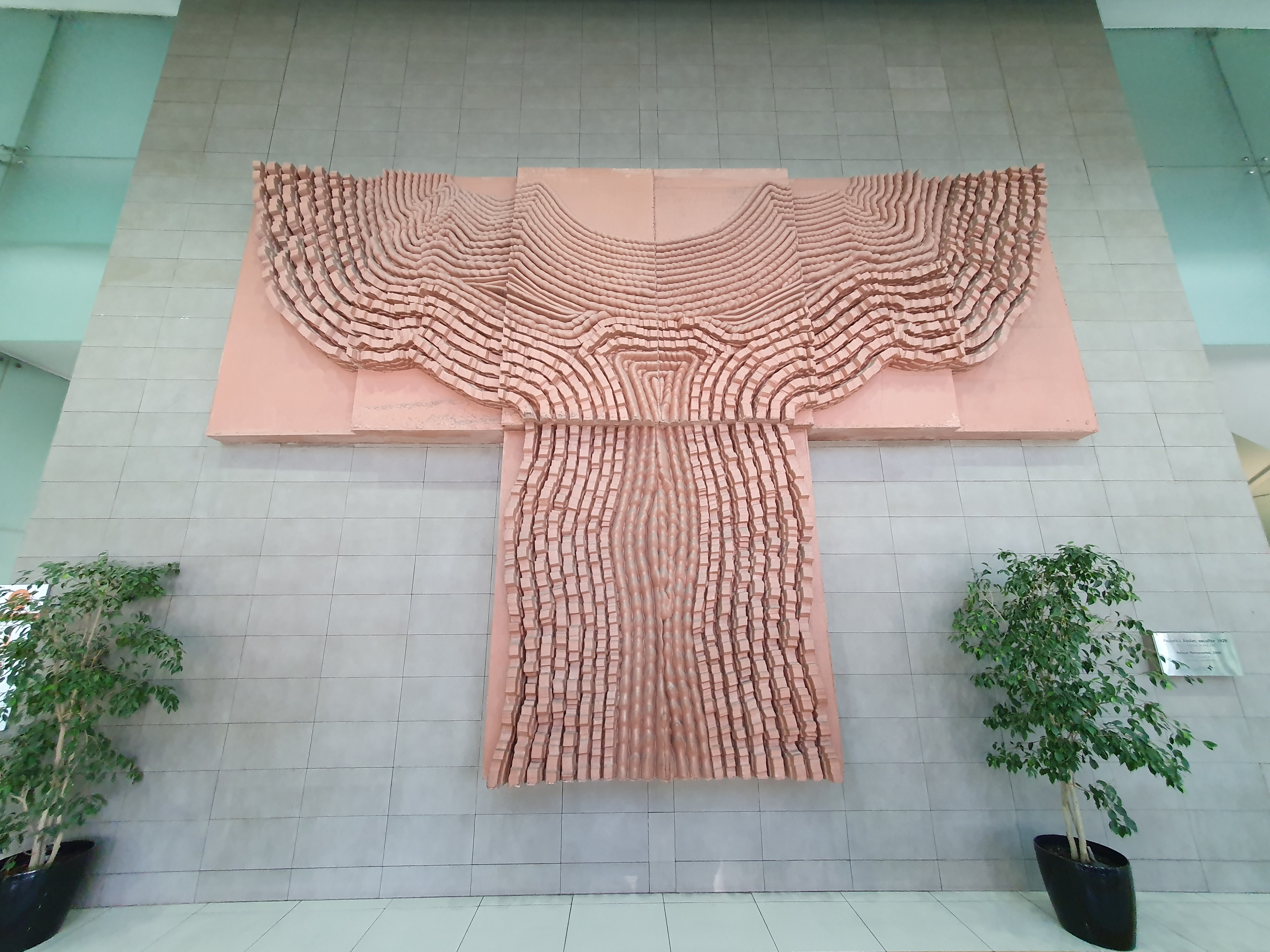
Relieve monumental en Clínica Santa María en Santiago.